# Émile Jaques-Dalcroze
Émile Jaques-Dalcroze (Viena, 6 de julio de 1865 - Ginebra, 1 de julio de 1950) fue un compositor, músico y educador musical suizo que desarrolló la rítmica Dalcroze, un método de aprendizaje y de experimentar la música a través del movimiento. La influencia de la rítmica puede ser vista en la pedagogía del Método Orff, común en la educación musical en escuelas públicas de los Estados Unidos.
Realizó estudios de piano en el Conservatorio de Ginebra, luego parte a París para estudiar música con Gabriel Fauré y arte dramático con Talbolt; vuelve a Viena a estudiar con Anton Bruckner, pero en la primavera de 1889 está de regreso en París.
El Método Dalcroze involucra el enseñar conceptos musicales a través del movimiento. Una variedad de movimientos son usados para conceptos musicales, para desarrollar un sentido integrado y natural de la expresión musical. El Método Dalcroze consiste de tres elementos igualmente importantes: eurítmica (o rítmica), solfeo, e improvisación. Juntos, de acuerdo a Dalcroze, comprenden el entrenamiento musical esencial de un músico completo. En una aproximación ideal, los elementos de cada uno de esos temas se unen, resultando en una aproximación a la enseñanza con raíces en la creatividad y el movimiento. El estudio del método constituye una preparación para una carrera pedagógica “por y para el ritmo”, siendo los temas de estudio la música y todos sus elementos, así como un conocimiento profundo de la ciencia del movimiento y del desarrollo de las facultades emotivas e imaginativas. La disciplina se va adaptando y dirigiendo progresivamente según las facultades y capacidades de los alumnos.
A pesar de ser un método musical, su influencia se dejó sentir en corrientes como el Expresionismo alemán, y en figuras como Mary Wiggman, Jaques Copeau o Rudolf von Laban, entroncando directamente con uno de los fundamentos del teatro, como es el desarrollo de las capacidades de imaginación y expresión de las emociones.
Dalcroze comenzó su carrera como un pedagogo en el Conservatorio de Música de Ginebra en 1892, donde él enseñó armonía y solfeo. Fue en sus cursos de solfeo que comenzó a probar muchas de su influencias e ideas pedagógicas revolucionarias. Entre 1903 y 1910, Dalcroze comenzó a dar presentaciones públicas de su método. En 1910, con la ayuda del industrial alemán Wolf Dohrn, Dalcroze fundó una escuela en Hellerau, en las afueras de Dresde, dedicada a la enseñanza de su método. En Hellerau enseñó a mucha gente, entre ellos al príncipe Serge Wolkonsky, Vera Alvang (Griner), Valeria Cratina, Jelle Troelstra (hijo de Pieter Jelles Troelstra), Inga y Ragna Jacobi, Albert Jeanneret (hermano de Le Corbusier), Marie Rambert, y Placido de Montelio. Con el inicio de la Primera Guerra Mundial en 1914, la escuela fue abandonada.
Entre sus composiciones figuran un Nocturno para violín y orquesta y dos conciertos para violín, en n.º 1 en do y el n.º 2 Poème.

## Obra pedagógica
- Ciento sesenta y cuatro marchas rítmicas para una voz con acompañamiento de piano (2 Volúmenes) (1906)
- Método Dalcroze (1913 - 1923)
  - _ Tomo I. Gimnasia rítmica
  - _ Tomo II. Estudio del ritmo musical
  - _ Tomo III. La escala y la tonalidad
  - _ Tomo IV. El intervalo y los acordes
  - _ Tomo V. La improvisación y el acompañamiento al piano-forte
- El ritmo, la música y la educación (1920)